# Молитвенник Эразма Чолека
Молитвенник Эразма Чолека (пол. Erazm Ciołek Missal) — литургическая книга католической церкви на латинском языке, одна из древнейших реликвий польской литературы. Молитвенник был создан в Кракове в 1515—1518 годах, вероятно, в мастерской Станислава Самостжельника. Заказчиком был епископ Плоцка Эразм Чолек. Размеры молитвенника составляют 35х26.5 см. Молитвенник Эразма Чолека является одним из наиболее ярких примеров польской иллюминированной рукописи эпохи раннего возрождения.